# مهرداد اسکویی
مهرداد اسکویی (زادهٔ ۲۱ شهریور ۱۳۴۸ در تهران)، فیلم‌ساز، تهیه‌کننده، عکاس، پژوهشگر و چهرهٔ فرهنگی ایرانی است. او تحصیلاتش را در دانشکده سینما و تئاتر دانشگاه هنر کامل کرد. در آذر ماه ۱۳۹۹ گواهینامه درجه یک هنری در رشته کارگردانی فیلم مستند با تصویب و تأیید شورای ارزشیابی هنرمندان، نویسندگان و شاعران کشور به مهرداد اسکویی تعلق گرفت.
وی در سال ۲۰۱۰ موفق به کسب عنوان چهره فرهنگی سال جهان از سوی نهاد فرهنگی «پرنس کلاوس» هلند شد.
در سال ۱۳۸۹ انجمن مستندسازان سینمای ایران جایزه بزرگداشت خود را در جشن خانه سینما، به پاس یک عمر فعالیت مستندسازی به مهرداد اسکویی اهدا کرد.
در بهمن ماه ۱۳۹۳ ادارهٔ فرهنگ و ارشاد اسلامی استان گیلان از وی به پاس سال‌ها پژوهش اسنادی و میدانی پیرامون تاریخ عکاسی گیلان تجلیل به عمل آورد. اسکویی از اسفندماه ۱۳۸۵ تا اسفندماه ۱۳۸۹ برای مدت دو دوره دوساله عضویت کمیته تخصصی سینمای مستند فرهنگستان هنر ایران را عهده‌دار بود.
در سال ۲۰۱۳ فیلم مستند «آخرین روزهای زمستان» از ساخته‌های او بر پردهٔ سینماهای فرانسه اکران شد. وی جزو هیئت مؤسس «مؤسسه انسان‌شناسی و فرهنگ» و مشاور ارشد دو گروه فیلم مستند و عکس مستند در این سایت است. همچنین از اسکویی گفتگوهای مختلفی با شخصیت‌های سینمایی و هنری ایرانی و خارجی منتشر شده است. اسکویی در بیش از صدو شصت دو جشنوارهٔ معتبر فیلم و عکس عضو گروه داوری بوده است. او همچنین به عنوان سفیر فرهنگی بخش انسان‌دوستانه سازمان ملل متحد (UCHA) فعالیت می‌کند.

## زندگی و فعالیت‌ها
اسکویی در آن میان به عنوان کوچک‌ترین عضو کانون فعالیت می‌کرد. وی اولین فیلم کوتاهش به نام «تولدی دیگر» را در سن ۱۸سالگی با هزینهٔ خود و با فروش کتابهایش ساخت. این فیلم دربارهٔ زندگی یک خانوادهٔ ماهیگیر بود.
اسکویی در کمپ استعدادهای جوان جشنواره برلین، آکادمی هنرهای زیبای آلمان، آکادمی جشنواره مستند آمستردام هلند و کشورهای فرانسه، انگلستان، لهستان، سوئیس، امارات و ایران به گذراندن دوره‌های آموزشی مختلف پرداخته است.
وی تاکنون ۱۵ فیلم کارگردانی کرده است.
داوری بسیاری از جشنواره‌های معتبر در زمینه فیلم و عکس، عضویت در گروه تخصصی فیلم مستند «فرهنگستان هنر»، عضویت در هیئت مؤسس «انجمن فیلم کوتاه ایران»، «انجمن مستندسازان ایران»، «انجمن ملی عکاسان ایران»، «انجمن عکاسان مطبوعات»، «انجمن مستندسازان اروپا (EDN)» و «انجمن مستندسازان جهان (IDA)» و تدریس فیلمسازی مستند در شهرهای مختلف ایران و مؤسسه فرهنگی هنری کارنامه تهران از دیگر فعالیت‌های اسکویی است.

### فیلم‌های مستند
فیلم‌های زیر برخی از فعالیت‌های اسکویی در زمینه ساخت فیلم مستند است.
- سایه‌های بی خورشید (۱۳۹۸)
- رویاهای دم صبح (۱۳۹۴)
- مستندآخرین روزهای زمستان (۱۳۸۹)
- روزهای بی تقویم (۱۳۸۶)
- دماغ به سبک ایرانی (۱۳۸۴)
- مریم جزیره هنگام (۱۳۸۴)
- از پس برقع (۱۳۸۳)
- بیوه مرد (۱۳۸۱)[۱۳]
- رو به جایی دور (۱۳۸۰)[۱۴]
- روژگیران (کارگردانی مشترک با ابراهیم سعیدی، ۱۳۷۹)[۱۵]
- خانه مادری‌ام مرداب (۱۳۷۸)[۱۶]

### فیلم‌های کوتاه داستانی
- تولدی دیگر (۱۳۶۷)
- در تاریخ او (۱۳۶۸)
- مرز (۱۳۷۵)
- از بهشتی که می‌آییم (۱۳۷۶)
- دبستان حاجی باشی (۱۳۷۷)

### پرفورمنس آرت
مهرداد اسکویی به‌دنبال کارگردانی روزهای بی‌تقویم، سال ۱۳۹۴ نمایشی را هم بر پایه همان فیلم و به همان نام در گالری شیرین اجرا کرد.

### کتاب‌های پژوهشی
گیلان عصر قاجار در عکس‌های دیمیتری ارماکوف، به کوشش مهرداد اسکویی و هادی میرزا نژاد، نشر ایلیا، اردیبهشت ۱۴۰۰
کتاب کودکی / ۰۱، به کوشش مهرداد اسکویی و با همکاری سمیه امیری، مقدمه: ناصر فکوهی، ایران، تهران، نشر اتفاق، فروردین ۱۴۰۰
فلسطین به روایت کارت پستال‌های تاریخی، به کوشش مهرداد اسکویی، دبیر پژوهش: زینب علیزاده، ایران، تهران، تولید مشترک نشر گمان و مرکز چاپ انتشارات دانشگاه علامه طباطبایی، ۱۳۹۶
حج به روایت کارت پستال‌های تاریخی، به کوشش مهرداد اسکویی، دبیر پژوهش: اکرم کریم زاده، ایران، تهران، تولید مشترک نشر گمان و مرکز انتشارات دانشگاه علامه طباطبایی، ۱۳۹۵
گیلان به روایت کارت پستال‌های تاریخی، به کوشش مهرداد اسکویی، دبیر پژوهش: معصومه الماسی ماشک، نشر ایلیا، ۱۳۹۳
حتماً عکس دیگری هم هست: قطعه‌نویسی نویسندگان ایرانی برای کارت پستال ۶۶ نویسندهٔ مشهور جهان، به کوشش مهرداد اسکویی، دبیر پژوهش: سهیلا شمس، نشر حرفهٔ هنرمند، ۱۳۹۲

### کتاب‌های عکاسی
- یاد و نگاه: عکس‌های مهرداد اسکویی از چهره‌های هنر و فرهنگ معاصر ایران، تهران، انتشارات یساولی، ۱۳۷۹[۲۱]
- هفت اقلیم ایران، تهران، انتشارات یساولی، ۱۳۷۷
- ایران سرزمین مهر، تهران، انتشارات یساولی، ۱۳۷۵

### گویندگی
- گویندگی کتاب صوتی "از اهالی امروز": منتخبی از اشعار سهراب سپهری، با آهنگسازی "رضا ناژفر"، انتشارات نوین کتاب گویا، تهران، 1393[۲۲]
- گویندگی کتاب صوتی «جاناتان مرغ دریایی»، با آهنگسازی «مهدی زارع»، انتشارات نوین کتاب گویا، تهران، ۱۳۹۳

### عکاسی
اسکویی علاوه بر مستندسازی به ثبت عکس مستند و برگزاری دوره‌های آموزشی و کارگاه‌های مستند در سراسر ایران می‌پردازد و او را یکی از پرکارترین و پرتلاش‌ترین شخصیت‌های عرصهٔ مستند ایران به حساب می‌آورند.

### بازیگری
- تئاتر «آقا معلم»، به کارگردانی «علیرضا غاروریانی»، بندرانزلی، ۱۳۶۵
- تئاتر «خراب آباد» به کارگردانی «علیرضا غاروریانی»، بندرانزلی، ۱۳۶۵
- تئاتر «دو راهی انتخاب» به کارگردانی «علیرضا غاروریانی»، بندرانزلی، ۱۳۶۵
- تئاتر «زمین» به کارگردانی «علیرضا عیسی پور»، بندرانزلی، ۱۳۶۶
- تئاتر «سایه‌ها» به کارگردانی «علیرضا غاروریانی»، بندرانزلی، ۱۳۶۶
- تئاتر «سه بچه آهو» به کارگردانی «علیرضا عیسی پور»، بندرانزلی، ۱۳۶۶
- تئاتر «عروس دریا» به کارگردانی «سعید بهروزی»، تهران، ۱۳۷۰